# Scania CN113CLL
Scania CN113CLL – autobus miejski produkowany od 1993 do 1999 roku przez firmę Scania a od 1994 roku również  w Słupsku w zakładzie Scania-Kapena S.A.